# 龙川站 (平安北道)
龙川站（朝鲜语：／ Ryongch'ŏn yŏk */?）是朝鮮民主主義人民共和國平安北道龙川郡的一個鐵路車站，属于平义线和多狮岛线。1945年7月時站名為楊市驛

## 邻近车站
平义线
龙州站 - 龙川站 - 乐元站
多狮岛线
龙川站 - 北中站

## 歷史

### 多獅島鐵道楊市站
- 1939年10月31日：隨著多獅島鐵道株式會社的多獅島線的正式通車而啟用（當時稱為楊市驛）[1]。

### 朝鮮總督府鐵道局楊市站
- 1943年4月1日：隨著新義州站至多獅島港站的路線被收歸國有，併入朝鮮總督府鐵道局楊市線[2]。
- 1945年7月：更為現名龍川驛。

### 朝鮮鐵道省龍川站
- 2004年4月22日，有两辆运载危险物品的火车在本站相撞并爆炸引发事故。并导致大量人员伤亡[3][4][5]以及大量房屋受损[4]。

## 班次
龍川站與多獅島站間1日有5班來回通勤列車。